# Milleluci (programma televisivo)
Milleluci è stato un programma televisivo italiano diretto da Antonello Falqui e condotto da Mina  e Raffaella Carrà. Il varietà fu trasmesso di sabato alle 20.40 sul Programma Nazionale dal 16 marzo all'11 maggio 1974, per un totale di otto puntate.
Assieme a Canzonissima, Studio Uno e Fantastico è considerato l'apoteosi ed emblema del varietà televisivo classico in Italia, nonché uno dei programmi più famosi e di successo nella storia della televisione italiana.

## Descrizione
La sigla di apertura, cantata e ballata dalla Carrà, era Din don dan. La sigla di chiusura, interpretata da una Mina in versione "femme fatale", accompagnata dall'armonicista Toots Thielemans, era Non gioco più.
La stessa Carrà dichiarò, in seguito, che l'impegno profuso per la conduzione dello show fu talmente faticoso che a lei sembrò di aver realizzato, in poche settimane, addirittura otto film.
Per Mina fu anche l'ultimo spettacolo televisivo: terminato Milleluci la cantante si limitò a un paio di ospitate, prima del definitivo ritiro dalle scene nel 1978. Mina fece capire che stava per finire un'epoca con il brano della sigla finale, Non gioco più, il cui testo intendeva essere il suo messaggio d'addio ai teleschermi, divenuto definitivo col video che chiudeva Mille e una luce del 1978, Ancora, ancora, ancora.
Dal 2011 si festeggia a Bellaria-Igea Marina o a Rimini il festival Milleluci, nel 2013 affidato a Platinette. Raffaella Carrà vi ha partecipato più volte.

## Staff
Autore, assieme a Falqui, il commediografo Roberto Lerici. Il direttore d'orchestra e compositore delle musiche originali è Gianni Ferrio (con la partecipazione del coro di Alessandro Alessandroni e, nella quinta puntata, anche di quello di Nora Orlandi); il coreografo è Gino Landi; lo scenografo è Carlo Cesarini da Senigallia; il costumista, Corrado Colabucci; il direttore della fotografia, Corrado Bartoloni.

## Contenuto delle puntate

Nilla Pizzi e Mina a Milleluci nella prima puntata, dedicata alla radio (1974)

Ogni puntata celebrava un diverso genere di spettacolo, con la partecipazione di diversi ospiti, grandi interpreti del tipo di spettacolo oggetto della puntata:
| N. | Data trasm.    | Argomento                          | Ospiti | Durata |
| -- | -------------- | ---------------------------------- | --- | ------ |
| 1  | 16 marzo 1974  | Radio                              | Quartetto Cetra, Alberto Rabagliati, Cinico Angelini, Franca Valeri, Nilla Pizzi, Corrado, Nunzio Filogamo, Gorni Kramer, Jula de Palma, Ernesto Bonino | 72 min |
| 2  | 23 marzo 1974  | Café Chantant                      | Mariano Rigillo, Antonio Casagrande, Angela Luce, Monica Vitti                                                                                          | 66 min |
| 3  | 30 marzo 1974  | Rivista                            | Erminio Macario, Nino Taranto, Gino Bramieri, Wanda Osiris                                                                                              | 70 min |
| 4  | 6 aprile 1974  | Televisione                        | Mike Bongiorno, Adriano Celentano, Alberto Lupo, le Gemelle Kessler                                                                                     | 66 min |
| 5  | 20 aprile 1974 | Avanspettacolo                     | Franco e Ciccio, Toni Ucci, Aldo Fabrizi, Tino Scotti (sul palcoscenico), Marcello Martana, Enzo Liberti (dalla platea)                                 | 64 min |
| 6  | 27 aprile 1974 | Cabaret                            | Gianfranco D'Angelo, Paolo Villaggio, Paolo Poli, Cochi e Renato                                                                                        | 64 min |
| 7  | 4 maggio 1974  | Musical                            | Gianrico Tedeschi, Enrico Montesano, Sammy Barbot | 61 min |
| 8  | 11 maggio 1974 | Operetta, Circo, Commedia musicale | Giustino Durano, Ave Ninchi, Luigi Palchetti, Emilio Pericoli, Moira Orfei, Renato Rascel                                                               | 68 min |